# Laboratoire départemental d'analyse
Les 75 laboratoires départementale d'analyse (LDA) sont, en France, des laboratoires d'analyse faisant partie des compétences possibles des départements.
Leurs champs d'action sont entre autres :
- la santé animale[1],[2],
- la sécurité alimentaire[3],[2],
- la qualité de l'eau[4],[5],[2],
- l'environnement[2].

## Modification du champ d'action en 2020
De par leur activité vétérinaire, ils participent à la surveillance du cheptel avec la réalisation des analyses de prophylaxie concernant les maladies réglementées et apportent une aide au diagnostic pour les maladies des animaux d'élevage. Ces laboratoires disposent d'importantes capacités de tests biologiques, en particulier de biologie moléculaire et de PCR
Jusqu'en 2020, les 75 laboratoires publics d'analyse départementaux n'étaient autorisés à réaliser des analyses sur des prélèvements que sur des animaux, et non sur des corps humains.
Dans le cadre des recherches du SARS-CoV-2 (causant le COVID-19), les présidents de conseils départementaux et les fournisseurs de ces laboratoires ont indiqué le 15 mars 2020 au directeur général de la santé Jérôme Salomon disposer d'un stock suffisant de réactifs pour réaliser 150 000 à 300 000 tests par semaine.
À partir du 6 avril 2020, les laboratoires d'analyse départementale ont été autorisés à pratiquer des tests PCR du coronavirus SARS-CoV-2 du COVID-19.